# Henrik Andersen
Henrik Andersen (Amager, 1965. május 7. –) Európa-bajnok dán válogatott labdarúgó.

## Pályafutása

### Klubcsapatban
Amagerben született. Pályafutását is a helyi csapatban a Fremad Amagerben kezdte, ahol 16 éves korában bemutatkozhatott a felnőtt csapatban. 1982-ben a Anderlecht igazolta le. 1983-ban, az első idénye végén csapatával megnyerte az UEFA-kupát. Később három belga bajnoki címet és két kupagyőzelmet szerzett. 1990-ben az 1. FC Köln játékosa lett, ahol nyolc szezonon keresztül játszott.  

### A válogatottban
1985 és 1994 között 30 alkalommal szerepelt a dán válogatottban és 2 gólt szerzett. Részt vett az 1986-os világbajnokságon és tagja volt az 1992-es Európa-bajnokságon győztes válogatott keretének is.

## Sikerei, díjai
Anderlecht
- Belga bajnok (3): 1984–85, 1985–86, 1986–87
- Belga kupa (2): 1987–88, 1988–89
- UEFA-kupa (1): 1982–83

Dánia
- Európa-bajnok (1): 1992